# 少鰭深海帶魚
少鰭深海帶魚，为輻鰭魚綱鱸形目鯖亞目带鱼科的其中一種。分布於印度洋區的阿拉伯海及孟加拉灣等海域，棲息深度在水深0至1000公尺，本魚體銀色，顎與鰓蓋黑色，背鰭硬棘31至34枚；背鰭軟條68至74枚；臀鰭硬棘2枚；臀鰭軟條64至67枚；脊椎骨105至109個，體長可達51公分，屬肉食性，以魚類、甲殼類及烏賊等為食。

## 扩展阅读
維基物種上的相關：少鰭深海帶魚
{{Perciformes-stub}